# Jurōjin

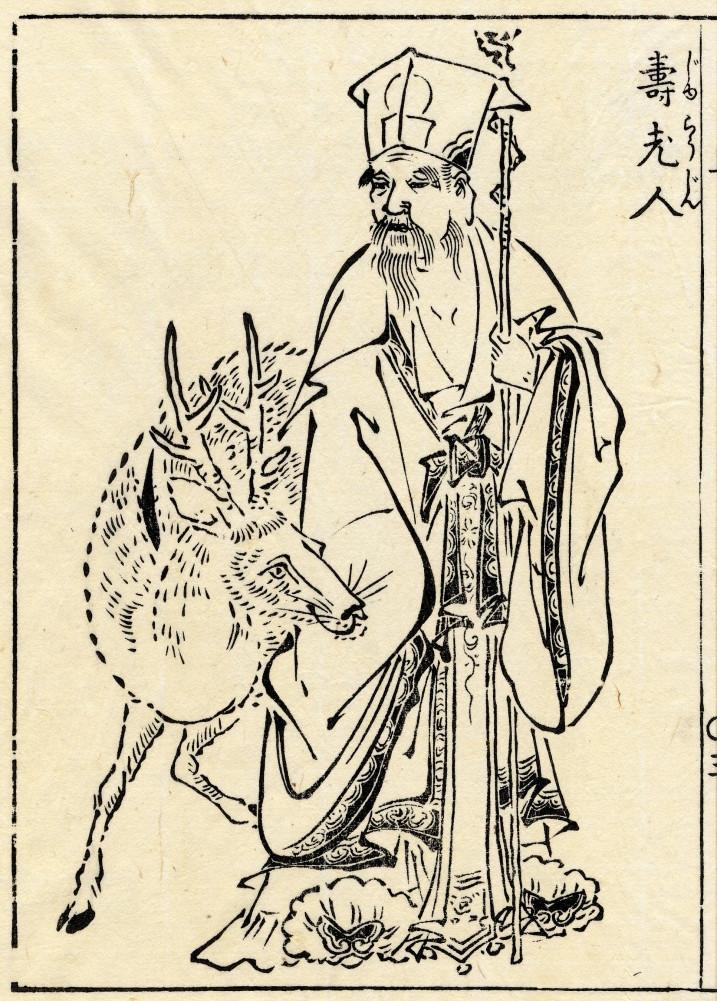
Thọ Lão Nhân, tranh vẽ tại Quất Thủ Quốc.

Thọ Lão Nhân hay Thọ Lão Nhơn (chữ Hán: 壽老人, Nhật ngữ: Jurōjin) là một trong Thất Phúc Thần, rút từ Đạo giáo, theo đó ông là vị tiên có phép trường thọ.
Trong các tranh vẽ Jurōjin là một ông lão với bộ râu dài bạc trắng, đầu hói, đỉnh đầu nhô cao, một tay chống gậy và một tay cầm quạt. Đầu gậy buộc cuộn giấy trong đó có ghi tuổi thọ của mọi vật. Con hươu -- đối với người Nhật là biểu tượng của sự trường sinh, thường đi theo ông như một sứ giả của thiên đình. Những con vật khác như bạch hạc và rùa dân gian cũng thường vẽ đi cùng với Jurōjin. Theo tín ngưỡng Nhật Bản thì Jurōjin cũng là Fukurokuju (Phúc Lộc Thọ) tức là Tam Đa.